# Батьхо

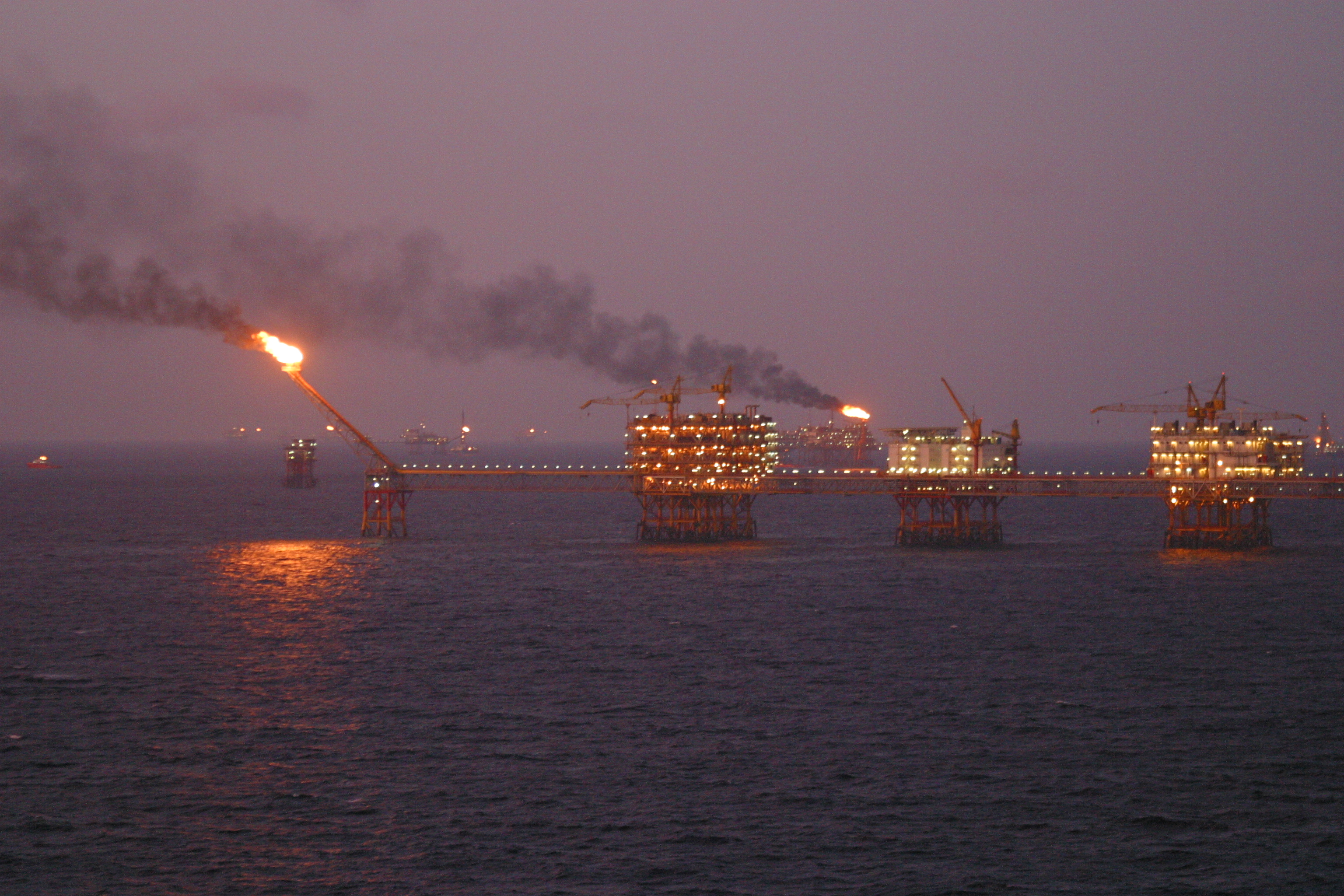

Батьхо (вьет. Bạch Hổ, рус. Белый Тигр) — крупное шельфовое нефтяное месторождение Вьетнама, расположено в 200 км на восток от Хошимина на шельфе Южно-Китайского моря.
Открыто в феврале 1975 года компанией Mobil. Промышленная добыча началось в 1986 году. Начальные запасы нефти оценивались в 191,1 млн тонн.
Нефтегазоносность связана с миоценовыми и олигоценовыми отложениями рифтовой зоны и меловыми юрскими отложениями гранитной интрузии, открыта в 1988 году нефтяной компанией Вьетсовпетро. Залежи расположены на глубине более 3000 м.
Оператором месторождения является совместная российско-вьетнамская нефтяная компания Вьетсовпетро. Добыча нефти на Батьхо составила в 2008 году 6,2 млн тонн.